# Campeonato Europeo de Halterofilia de 2005
El LXXXIV Campeonato Europeo de Halterofilia se celebró en Sofía (Bulgaria) entre el 19 y el 24 de abril de 2005 bajo la organización de la Federación Europea de Halterofilia (EWF) y la Federación Búlgara de Halterofilia.
Participaron en total 185 levantadores de 30 países europeos.

## Medallistas

### Masculino
| Evento  | Oro                                                  | Plata                                               | Bronce                                                   |
| ------- | ---------------------------------------------------- | --------------------------------------------------- | -------------------------------------------------------- |
| 56 kg   | Sedat Artunç Turquía 125,0 + 150,0 = 275,0           | Erol Bilgin Turquía 120,0 + 145,0 = 265,0           | Vitali Dzerbianiou · Bielorrusia · 117,5 + 142,5 = 260,0 |
| 62 kg   | Halil Mutlu Turquía 140,0 + 167,5 = 307,5            | Sevdalin Minchev Bulgaria 132,5 + 165,0 = 297,5     | Adrian Jigău · Rumania · 132,5 + 162,5 = 295,0           |
| 69 kg   | Demir Demirev Bulgaria 150,0 + 185,0 = 335,0         | Ferit Şen Turquía 147,5 + 182,5 = 330,0             | Mehmed Fikretov Bulgaria 135,0 + 177,5 = 312,5           |
| 77 kg   | Taner Sağır Turquía 167,5 + 192,5 = 360,0            | Sebastian Dogariu · Rumania · 160,0 + 187,5 = 347,5 | Ivan Stoitsov Bulgaria 155,0 + 190,0 = 345,0             |
| 85 kg   | Ruslan Novikau · Bielorrusia · 170,0 + 205,0 = 375,0 | Valeriu Calancea · Rumania · 162,5 + 205,0 = 367,5  | Arsen Melikian Armenia 165,0 + 197,5 = 362,5             |
| 94 kg   | Hakan Yılmaz Turquía 170,0 + 215,0 = 385,0           | Andrei Skorobogatov · Rusia · 170,0 + 212,5 = 382,5 | Kostiantyn Piliyev · Ucrania · 170,0 + 210,0 = 380,0     |
| 105 kg  | Vladimir Smorchkov · Rusia · 195,0 + 227,5 = 422,5   | Bünyami Sudaş Turquía 182,5 + 227,5 = 410,0         | Ramūnas Vyšniauskas · Lituania · 182,5 + 227,5 = 410,0   |
| +105 kg | Viktors Ščerbatihs Letonia 200,0 + 250,0 = 450,0     | Yevgueni Chiguishev · Rusia · 205,0 + 242,5 = 447,5 | Ashot Danielian Armenia 192,5 + 247,5 = 440,0            |

1. 1 2 3  Arrancada (kg) + dos tiempos (kg) = total olímpico (kg).

### Femenino
| Evento | Oro                                                       | Plata                                                  | Bronce                                              |
| ------ | --------------------------------------------------------- | ------------------------------------------------------ | --------------------------------------------------- |
| 48 kg  | Svetlana Ulianova · Rusia · 77,5 + 100,0 = 177,5          | Rebeca Sires Rodríguez · España · 80,0 + 95,0 = 175,0  | Donka Mincheva Bulgaria 72,5 + 92,5 = 165,0         |
| 53 kg  | Nastassia Novikava · Bielorrusia · 85,0 + 110,0 = 195,0   | Mărioara Munteanu · Rumania · 87,5 + 105,0 = 192,5     | Nataliya Trotsenko · Ucrania · 82,5 + 105,0 = 187,5 |
| 58 kg  | Marina Shainova · Rusia · 97,5 + 125,0 = 222,5            | Aleksandra Klejnowska · Polonia · 90,0 + 120,0 = 210,0 | Marieta Gotfryd · Polonia · 95,0 + 105,0 = 200,0    |
| 63 kg  | Svetlana Shimkova · Rusia · 105,0 + 130,0 = 235,0         | Dominika Misterska · Polonia · 97,5 + 122,5 = 220,0    | Guergana Kirilova Bulgaria 100,0 + 120,0 = 220,0    |
| 69 kg  | Zarema Kasayeva · Rusia · 120,0 + 145,0 = 265,0           | Olga Kiseliova · Rusia · 110,0 + 142,5 = 252,5         | Nataliya Davydova · Ucrania · 110,0 + 132,5 = 242,5 |
| 75 kg  | Svetlana Podobedova · Rusia · 115,0 + 147,5 = 262,5       | Valentina Popova · Rusia · 117,5 + 142,5 = 260,0       | Rumiana Petkova Bulgaria 107,5 + 127,5 = 235,0      |
| +75 kg | Viktoriya Shaimardanova · Ucrania · 125,0 + 145,0 = 270,0 | Yuliya Dovhal · Ucrania · 120,0 + 140,0 = 260,0        | Yordanka Apostolova Bulgaria 110,0 + 132,5 = 242,5  |

1. 1 2 3  Arrancada (kg) + dos tiempos (kg) = total olímpico (kg).

## Medallero
| Núm. | País        | Oro | Plata | Bronce | Total |
| ---- | ----------- | --- | ----- | ------ | ----- |
| 1    | Rusia       | 6   | 4     | 0      | 10    |
| 2    | Turquía     | 4   | 3     | 0      | 7     |
| 3    | Bielorrusia | 2   | 0     | 1      | 3     |
| 4    | Bulgaria    | 1   | 1     | 6      | 8     |
| 5    | Ucrania     | 1   | 1     | 3      | 5     |
| 6    | Letonia     | 1   | 0     | 0      | 1     |
| 7    | Rumania     | 0   | 3     | 1      | 4     |
| 8    | Polonia     | 0   | 2     | 1      | 3     |
| 9    | España      | 0   | 1     | 0      | 1     |
| 10   | Armenia     | 0   | 0     | 2      | 2     |
| 11   | Lituania    | 0   | 0     | 1      | 1     |
|      | TOTAL       | 15  | 15    | 15     | 45    |